# Bệnh to đầu chi
Bệnh to đầu chi (acromegaly) là một rối loạn do kết quả của hormone tăng trưởng dư thừa (GH) sau khi các mảng tăng trưởng đã đóng lại. Triệu chứng ban đầu thường là bàn tay và bàn chân nở rộng. Cũng có thể có sự nở rộng của trán, hàm và mũi. Các triệu chứng khác có thể bao gồm đau khớp, da dày hơn, giọng nói trầm hơn, đau đầu và các vấn đề về thị lực. Biến chứng của bệnh có thể bao gồm tiểu đường loại 2, ngưng thở khi ngủ và huyết áp cao.
Acromegaly thường được gây ra bởi tuyến yên sản xuất hormone tăng trưởng dư thừa. Trong hơn 95% các trường hợp, sản xuất dư thừa là do một khối u lành tính, được gọi là u tuyến yên. Điều kiện không được thừa hưởng từ cha mẹ của một người. Hiếm khi bị biến sắc là do một khối u ở một bộ phận khác của cơ thể. Chẩn đoán là bằng cách đo hormone tăng trưởng sau khi một người uống dung dịch glucose hoặc bằng cách đo yếu tố tăng trưởng giống như insulin trong máu. Sau khi chẩn đoán, hình ảnh y tế của tuyến yên được thực hiện để xác định xem có phải u tuyến hay không. Nếu hoóc môn tăng trưởng dư thừa được sản xuất trong thời thơ ấu, kết quả là tình trạng khổng lồ hơn là bệnh to đầu chi.
Các lựa chọn điều trị bao gồm phẫu thuật để loại bỏ khối u, thuốc men và xạ trị. Phẫu thuật thường là điều trị ưu tiên; khối u càng nhỏ, phẫu thuật sẽ càng có khả năng chữa khỏi. Nếu phẫu thuật chống chỉ định hoặc không điều trị, có thể sử dụng chất tương tự somatostatin hoặc chất đối kháng thụ thể GH. Liệu pháp xạ trị có thể được sử dụng nếu cả phẫu thuật và thuốc đều không hoàn toàn hiệu quả. Nếu không điều trị, tuổi thọ sẽ giảm 10 năm; với điều trị, tuổi thọ không giảm.
Bệnh to đầu chi ảnh hưởng đến khoảng 6 trên 100.000 người. Nó thường được chẩn đoán ở tuổi trung niên. Nam và nữ bị ảnh hưởng với xác suất bằng nhau. Nó được mô tả lần đầu tiên trong các tài liệu y khoa của Nicolas Saucerotte vào năm 1772.